# 頭文字を繋げた言い回しの一覧
頭文字を繋げた言い回しの一覧（かしらもじをつなげたいいまわしのいちらん）は、頭文字を繋げることによって作られた標語（例 : 防災訓練における「おはしも」）や語呂合わせ（例 : 調味料の「さしすせそ」）などの言い回しの一覧である。

## 教育

### おはしも
避難訓練における標語の一つに「おはしも」がある。これは「押さない、走らない、喋らない、戻らない」の頭文字をとったものだが、地域や学校によっては「走らない」を「駆けない」に変えた「おかしも」、「近寄らない」または「近づかない」を加えた「おかしもち」や「おはしもち」、「低学年優先」を加えた「おかしもて」や「おはしもて」、さらに「すばやく動く」と「（よく）聞く」を加えた「おかしもすき」など様々なバリエーションがある。
この標語は1995年（平成7年）1月17日の阪神・淡路大震災の発生を機に消防庁が考案した「おはし（押さない、走らない、喋らない）」が元となっており、その後「戻らない」が加えられて「おはしも」となった。

### いかのおすし
防犯の標語として「いかのおすし」があり、それぞれ
- 行かない（いかない）
- 乗らない（のらない）
- 大声を出す（おおごえをだす）
- すぐ逃げる（すぐにげる）
- 知らせる（しらせる）

を表している。
この標語は2002年（平成14年）に東京都教育委員会の若林彰によって発案され、防犯教室（セーフティ教室）などを通して全国に広まった。

### オアシス
挨拶の実践を促す活動として「オアシス運動」があり、それぞれ
- 「おはようございます」
- 「ありがとうございます」
- 「失礼します」
- 「すみません」

を指す。

## ビジネス

### 報・連・相
ビジネスで使われる言葉に「報・連・相（ほう・れん・そう）」がある。それぞれ「報告」「連絡」「相談」の頭文字をとったもので、1980年代に実業家の山崎富治によって提唱され広まった。

### おひたし
2017年（平成29年）に「報・連・相」に対する標語としてインターネット上で話題となった「お・ひ・た・し」があり、それぞれ
- 怒らない（おこらない）
- 否定しない（ひていしない）
- 助ける（たすける）
- 指示する（しじする）

の頭文字をとっている。
さらに派生系として「こまつな（困ったら、使える人に、投げる）」や「きくな（気にせず休む、苦しいときは言う、なるべく無理しない）」、してはいけないこととして「ちんげんさい（沈黙する、限界まで言わない、最後まで我慢）」がある。

## 生活

### 調味料の「さしすせそ」
料理の基本となる5つの調味料や、それを入れる順番を覚えるための語呂合わせとして用いられ、それぞれ
- 砂糖（さとう）
- 塩（しお）
- 酢（す）
- 醤油（せうゆ）
- 味噌（みそ）

を表す。

### 家事の「さしすせそ」
昔の言葉に、主婦の仕事をまとめて言った「さしすせそ」があり、それぞれ
- 裁縫（さいほう）
- 躾（しつけ）
- 炊事（すいじ）
- 洗濯（せんたく）
- 掃除（そうじ）

を指す。

### まごわやさしい
バランスの良い食材の組み合わせの語呂合わせとして医学博士の吉村裕之によって提唱されたもので、それぞれ
- 豆類
- ごま
- わかめなどの海藻類
- 野菜
- 魚
- 椎茸などのキノコ類
- 芋類

を指す。

### ひみこのはがいーぜ
噛むことの大切さを示した標語として「卑弥呼の歯がいーぜ（ひみこのはがいーぜ）があり、それぞれ
- 肥満防止（ひまんぼうし）
- 味覚の発達（みかくのはったつ）
- 言葉の発音（ことばのはつおん）
- 脳の発達（のうのはったつ）
- 歯の病気の予防（はのびょうきのよぼう）
- がんの予防（がんのよぼう）
- 胃腸快調（いちょうかいちょう）
- 全力投球（ぜんりょくとうきゅう）

を表す。